# Estrôncio
O estrôncio é um elemento químico de símbolo Sr de número atômico 38 (38 prótons e 38 elétrons) e de massa atómica igual a 87,6 u. À temperatura ambiental, o estrôncio encontra-se no estado sólido.  É um metal alcalino-terroso (do grupo 2 ou IIA) da Classificação Periódica dos Elementos. Abundante na natureza na forma de sulfatos e carbonatos.  Foi identificado em 1790 por Adair Crawford e isolado, pela primeira vez, por Humphry Davy. 
Sua principal aplicação é em cristais para tubos de raios catódicos de televisores coloridos e em fogos de artifício. Estrôncio foi detectado no espaço após uma fusão de duas estrelas de nêutrons.

## Características principais
O estrôncio elementar é um metal de coloração prateada brilhante, pouco maleável, que rapidamente se oxida na presença de oxigênio do ar adquirindo uma tonalidade amarelada devido a formação de óxido. Por isso deve ser conservado imerso em querosene. Devido à sua elevada reatividade, o metal encontra-se na natureza combinado com outros elementos formando compostos. Reage rapidamente com a água libertando hidrogênio para formar o hidróxido.
O metal arde em presença do ar - espontaneamente quando se encontra na forma de pó finamente dividido - com chama vermelha rosada formando óxido e nitreto; como o nitrogênio não reage abaixo da temperatura de 380 °C, forma-se unicamente óxido quando arde a temperatura ambiente. Os sais voláteis de estrôncio produzem uma chama coloração carmim, por isso são usados em pirotecnia.
Apresenta três estados alotrópicos com pontos de transição a 235 °C e 540 °C.

## Aplicações
Atualmente a principal aplicação do estrôncio é em cristais para tubos de raios catódicos de televisores em cores. Existem regulamentações que exigem a utilização deste metal para filtrar os raios X, evitando que incidam sobre o telespectador.

### Outros usos
- Pirotecnia: Usa-se o nitrato, carbonato ou sulfato de estrôncio para se produzir o espectro de cor vermelha em fogos de artifício
- Produção de imãs de ferrita;
- O carbonato de estrôncio (SrCO3) é usado na refinação do zinco porque remove o chumbo durante a eletrólise;
- O metal é usado na dessulfurização do aço e na produção de diversas ligas metálicas;
- O titanato de estrôncio tem um índice de refração extremamente alto e uma dispersão óptica maior que a do diamante, propriedades de interesse em diversas aplicações ópticas. Por isso, também é usado ocasionalmente como pedra preciosa;
- Outros compostos de estrôncio são utilizados na fabricação de cerâmicas, produtos de vidro, pigmentos para pintura (cromato), lâmpadas fluorescentes (fosfato), e medicamentos na forma de cloreto e peróxido;
- O isótopo radioativo 89Sr é usado na terapia do câncer, o 85Sr usa-se na radiologia e o 90Sr em geradores de energia.

### Refinação de açúcar
O estrôncio foi usado como catalisador e teve grande impacto na produção de açúcar da Europa dos meados do século XIX. Aplicado na forma de SrO/Sr(OH)2 este agia no processo de refinação, possibilitando dobrar a produção de açúcar a partir do melaço. A matéria prima para a fabricação do catalisador era o carbonato de estrôncio obtido a partir do minério estroncianita, que foi explorado em grande escala. Posteriormente também foi usado o sulfato de estrôncio a partir da celestina. Por volta de 1900 o método se tornou obsoleto.

## História
O estrôncio foi identificado em 1790 por Adair Crawford e William Cruickshank ao analisarem um mineral originário da cidade de Strontian na Escócia. Posteriormente este mineral foi denominado Estroncianita - de onde provém o nome do metal. Em 1798 Martin Klaproth e Thomas Hope descobriram-no de forma independente. O primeiro a isolar o estrôncio foi Humphry Davy através da eletrólise da estronciana (ou óxido de estrôncio).

## Abundância e obtenção
O estrôncio é um elemento abundante na natureza, representando uma média de 0,034% de todas as rochas ígneas e é encontrado majoritariamente na forma de sulfato (celestita) e carbonato (estroncianita). A similaridade dos raios iônicos do cálcio e estrôncio permitem que este substitua o primeiro nas redes iônicas de suas espécies minerais, o que provoca a grande distribuição do estrôncio. A celestita é encontrada em depósitos sedimentares em quantidade suficiente para que a sua mineração seja rentável, razão pela qual é a principal fonte de estrôncio. Os depósitos de estroncianita economicamente viáveis encontrados até agora são escassos. As principais explorações de minérios de estrôncio são efetuadas na Inglaterra. O metal pode-se extrair por eletrólise do sulfato fundido misturado com cloreto de potássio:
(cátodo) Sr2+ + 2e– → Sr
(ánodo) 2 Cl– → Cl2 (gás) + 2e–
ou por aluminotermia, que é a redução do óxido com alumínio no vácuo, na temperatura de destilação do estrôncio.
| 1. | Espanha   | 90.000 |
| 2. | China     | 50.000 |
| 3. | México    | 40.000 |
| 4. | Irão      | 37.000 |
| 4. | Argentina | 700    |

Fonte: USGS.

## Isótopos
O estrôncio tem quatro isótopos naturais estáveis: 84Sr (0,56%), 86Sr (9,86%), 87Sr (7,0%) e 88Sr (82,58%). Somente o isótopo 87Sr é radiogênico, produto da desintegração do 87Rb. Portanto, o 87Sr pode ter duas origens: formado durante a síntese nuclear primordial (junto com os outros três isótopos estáveis) e formado pelo decaimento do rubídio. A razão 87Sr/86Sr é o parâmetro tipicamente utilizado na datação radiométrica da investigação geológica, encontrando-se valores entre 0,7 e 4,0 em diferentes minerais e rochas.
São conhecidos 16 isótopos radioativos. O mais importante é o 90Sr, de 29 anos de meia-vida, subproduto da chuva nuclear que segue as explosões nucleares, representando um sério risco porque substitui com facilidade o cálcio dos ossos dificultando sua eliminação. Este isótopo é um dos mais conhecidos emissores beta de alta energia e de grande meia-vida, sendo empregado em geradores nucleares auxiliares (SNAP, "Systems for Nuclear Auxiliary Power") para naves espaciais, estações meteorológicas remotas, balizas de navegação e, em geral, para aplicações que requerem uma fonte de energia elétrica rápida e com grande autonomia.

## Precauções

### Metal pirofórico
O estrôncio metálico (elementar) é extremamente reactivo e entra em combustão espontânea na presença do ar atmosférico, pelo qual pode ser considerado um agente causador de incêndio.

### Fisiologia e radioactividade
As formas estáveis (não radioativas) dos sais de estrôncio não são tóxicas para o corpo humano e têm fisiologia semelhantes a do cálcio, ou seja, estão envolvidos na formação do esqueleto e dos dentes. Um ser humano adulto tem em média ca. de 4,6 ppm de Sr em seu corpo e a ingestão diária de 0,8 a 5,0 mg não causa problemas a saúde.
 Já o isótopo radioactivo 90Sr pode ser extremamente perigoso. Este é um produto remanescente de explosões nucleares e se encontra no meio ambiente desde os testes realizados nos anos 50 e 60. Também pode ser oriundo de contaminação por lixo atómico provindo de usinas nucleares. O estrôncio-90 é absorvido da mesma maneira que as formas estáveis, e como já citado, se acumula nos tecidos ósseos juntamente com o cálcio, mas podendo causar câncer nos mesmos. A exposição prolongada à radiação tende a causar diversos danos e prejudicar o funcionamento do corpo.
O estrôncio é encontrado em pequenas quantidades no corpo humano, mas não tem um papel biológico conhecido e não é um elemento essencial à vida humana.